# Sarthe (rivière)
Pour les articles homonymes, voir Sarthe.
La Sarthe est une  rivière du Nord-Ouest de la France, qui coule dans les quatre départements de l'Orne, de la Mayenne, de la Sarthe et de Maine-et-Loire, dans les deux régions de Normandie et des Pays de la Loire. Elle forme, en confluant avec la Mayenne, la Maine, qui se jette dans la Loire. Elle donne son nom à un département : la Sarthe.

## Géographie
La Sarthe prend sa source hors du département auquel elle a donné son nom, à Soligny-la-Trappe (hameau de Somsarthe, c'est-à-dire "sommet de la Sarthe"), dans l'Orne, à une altitude de 250 mètres. Au sortir des collines du Perche, la rivière coule en direction du sud-ouest et borne au sud la campagne d'Alençon. Sur une grande partie de son cours, elle marque alors la limite entre les départements de l'Orne et de la Sarthe (elle était autrefois, entre Le Mêle-sur-Sarthe et Saint-Céneri-le-Gérei, la limite traditionnelle entre Normandie et Maine).
Au terme de ce premier parcours de plaine, elle aborde un peu en aval d'Alençon les contreforts du Massif armoricain, où elle a creusé une vallée encaissée et sinueuse, surimposée à la faveur de la surrection armoricaine, ce qui a donné naissance aux sites pittoresques des Alpes mancelles, en particulier à Saint-Céneri-le-Gérei, classé parmi « les plus beaux villages de France », et Saint-Léonard-des-Bois, où la rivière incline progressivement son cours vers le sud-est.

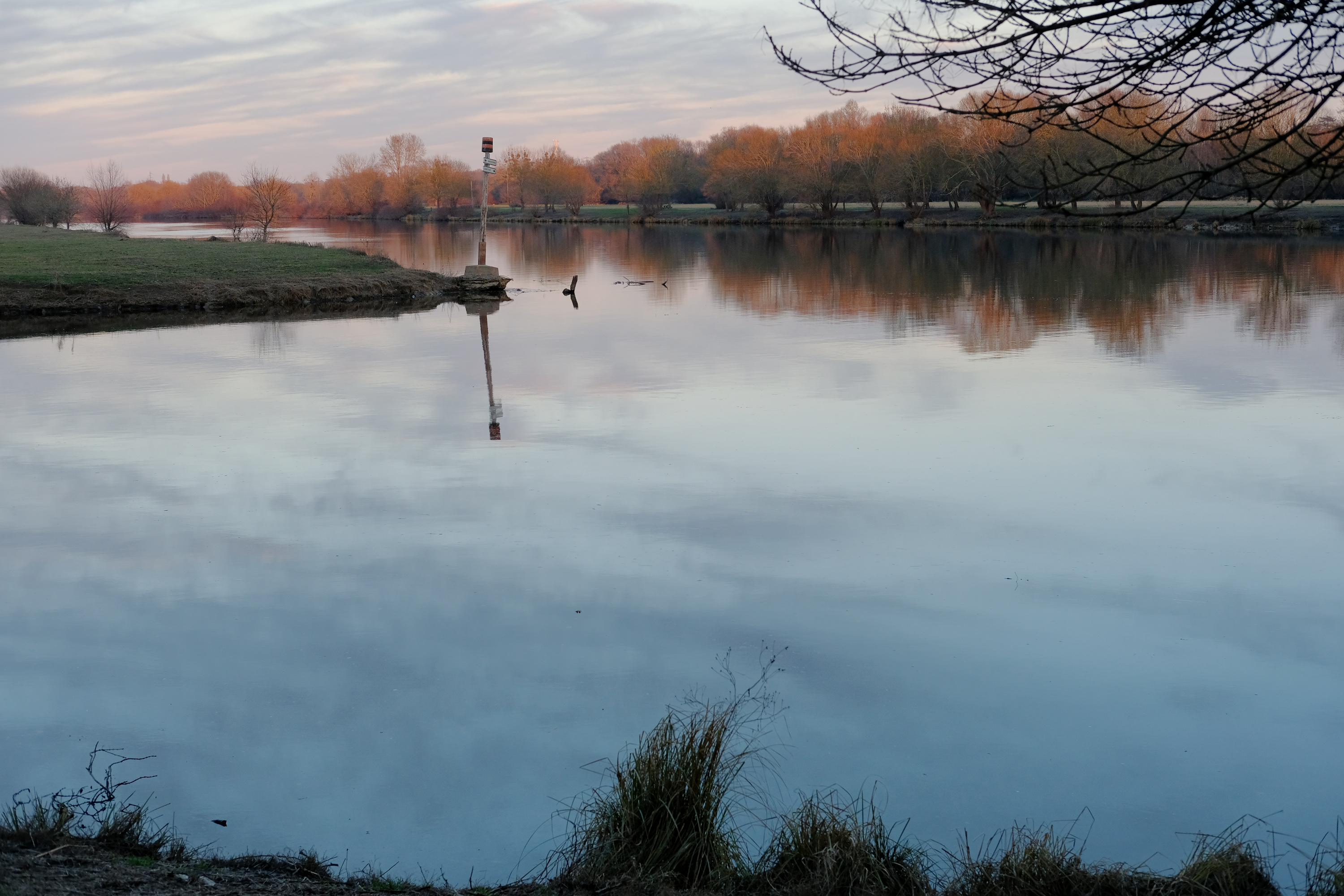
La confluence de la Sarthe (en haut et à gauche) et de la Mayenne formant la Maine, au nord d'Angers.

Après cette incursion en terrain hercynien, la Sarthe revient en plaine à Fresnay-sur-Sarthe, coule lentement, bordée de peupliers, à travers la campagne mancelle, d'abord vers le sud jusqu'en aval du Mans où elle reçoit les eaux de l'Huisne, puis vers l'ouest jusqu'à Sablé-sur-Sarthe et, de nouveau, vers le sud jusqu'à son confluent avec la Mayenne, avec laquelle elle forme la Maine, au nord d'Angers à Écouflant. Peu avant cette rencontre (environ 4 kilomètres en amont), la Sarthe reçoit son principal tributaire, le Loir, dont le cours (officiellement 318,5 kilomètres, voire 340,8 kilomètres si on le remonte à sa plus haute source) est plus long que le sien (313,8 kilomètres).

### Bassin versant
Le bassin versant de la Sarthe est particulièrement étendu — 16 374 km2[réf. nécessaire] — grâce à ses nombreux affluents, tout particulièrement le Loir. Ce dernier possède d'ailleurs un bassin versant plus important (8 294 km2) que sa rivière-mère (7 864 km2[réf. nécessaire]).

### Départements et principales villes traversés
- Orne : Le Mêle-sur-Sarthe, Alençon, Saint-Germain-du-Corbéis, Condé-sur-Sarthe, Saint-Céneri-le-Gérei.
- Sarthe : Saint-Paterne - Le Chevain, Saint-Léonard-des-Bois, Fresnay-sur-Sarthe, Beaumont-sur-Sarthe, Malicorne-sur-Sarthe, Le Mans, Roézé-sur-Sarthe, La Suze-sur-Sarthe, Noyen-sur-Sarthe, Malicorne-sur-Sarthe, Sablé-sur-Sarthe.
- Maine-et-Loire : Morannes, Chemiré sur Sarthe, Brissarthe, Châteauneuf-sur-Sarthe, Étriché, Tiercé, Cheffes, Briollay, Angers avec la Maine.

### Organisme gestionnaire
Direction des Bâtiments, de l'hydraulique et des réseaux, service hydraulique, 160 avenue Bollée, au Mans.

## Affluents
Les principaux affluents de la Sarthe (de l'amont vers l'aval) sont :
- L'Hoëne (rg[note 1], 13,3 km) à La Mesnière
- la Tanche (rd, 18,3 km) à Saint-Léger-sur-Sarthe
- la Vezone (rd, 19,8 km) à Hauterive
- la Briante (rd, 16,9 km) à Alençon
- le Sarthon (rd, 25 km) à Saint-Céneri-le-Gérei
- l'Ornette (rd, 14,3 km) à Saint-Léonard-des-Bois
- le Merdereau (rd, 26,1 km) à Saint-Paul-le-Gaultier
- la Vaudelle (rd, 30 km) à Saint-Georges-le-Gaultier
- l'Orthe (rd, 35,1 km) à Sougé-le-Ganelon
- la Bienne (rg, 31,1 km) à Piacé
- la Longuève (rd, 23 km) à Saint-Marceau
- l'Orne saosnoise (rg, 52,7 km) à Montbizot
- l'Huisne (rg, 164,9 km) au Mans
- le Roule Crottes (rg, 15,8 km) à Arnage
- le Rhonne (rg, 25 km) à Guécélard
- l'Orne champenoise (rd, 24,3 km) à Roézé-sur-Sarthe
- la Gée (rd, 31,1 km) à Noyen-sur-Sarthe
- la Vézanne (rg, 17,2 km) à Malicorne-sur-Sarthe
- le Deux Fonds (rd, 14,5 km) à Avoise
- le Vègre (rd, 85,1 km) à Avoise
- l'Erve (rd, 71,5 km) à Sablé-sur-Sarthe
- la Vaige (rd, 53,6 km) à Sablé-sur-Sarthe
- la Taude (rd, 22,4 km) à Souvigné-sur-Sarthe
- le Loir (rg, 318,5 km) à Briollay

## Hydrologie

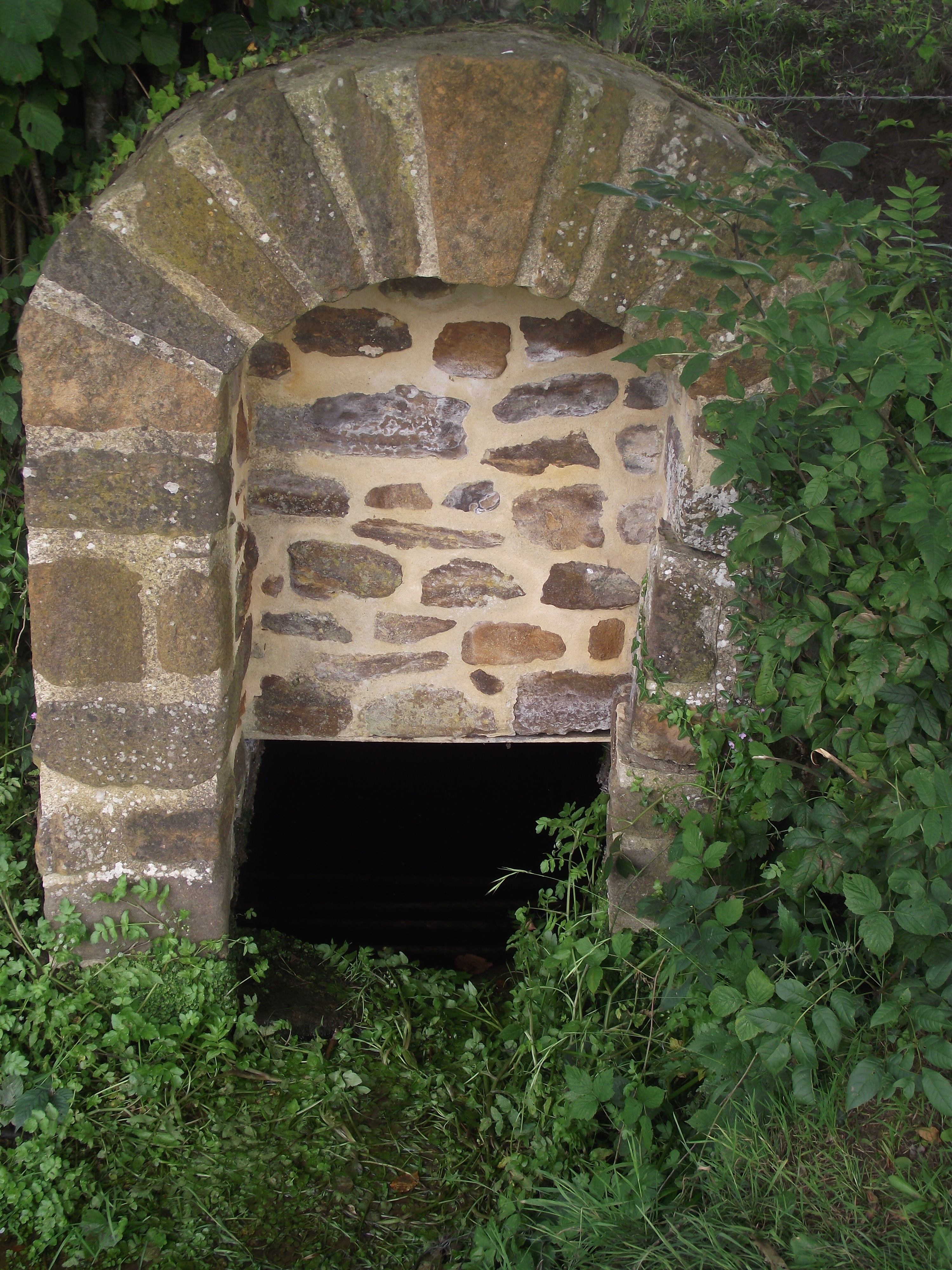
La source de la Sarthe à Soligny-la-Trappe.

Le débit moyen de la Sarthe, lors de son confluent avec la Mayenne, est de l'ordre de 75 à 80 m3/s (de nombreux ouvrages lui attribuent un débit de 35 à 38 m3/s, soit à peine plus que l'apport de son principal tributaire, le Loir).
D'une part, les dernières données aval de la DIREN donnent à la Sarthe un débit de 47,2 m3/s à Saint-Denis-d'Anjou, une dizaine de kilomètres en aval de Sablé-sur-Sarthe, mais bien avant la confluence avec le Loir qui lui apporte 33 m3/s. D'autre part, le débit de la Maine étant de 127 m3/s à Angers, celui de la Mayenne de 50 m3/s lors de sa rencontre avec la Sarthe, on peut en déduire le débit approximatif de cette dernière par soustraction.

## Étymologie
Selon André Cherpillod, dans son Dictionnaire étymologique des noms géographiques (Masson, 1986   (ISBN 978-2-225-81038-1)), son nom pourrait venir du latin sarta, de l'indo-européen ser ou sar : couler.
Encyclopédie, 1re édition (1751) : « SARTA, (Géog. anc.) riviere de la Gaule, chez les Cenomani. Son nom est ancien, & il étoit usité parmi les Gaulois ; cependant on auroit de la peine à le trouver dans un auteur plus ancien que Théodulphe d’Orléans, qui nous en donne l’origine, & décrit ainsi le cours de cette riviere, l. IV. carm. vj.
Est fluvius : Sartam galli dixere priores ;
Perticus hunc giguit, & meduana bibit.
Fluctibus ille suis penetrans cenomanica rura
Mænia qui propter illius urbis abit.
Et au l. II. carm. iij. de urbe Andegavensi, en parlant de la ville d’Angers, il dit :
Quam meduana morans fovet, & liger aureus ornat,
Quam rate cum levi Sarta decora juvat.
Cette riviere conserve son ancien nom ; on l’appelle à présent la Sarte »

## Histoire
Comme beaucoup de cours d'eau, la Sarthe fut utilisée très tôt, dès le Moyen Âge, pour la navigation fluviale d'embarcations de faible tonnage. Le commerce par la voie d'eau prit véritablement son essor au XVIe siècle, puis, au milieu du XIXe siècle, la rivière fut aménagée, pour améliorer la navigabilité : les portes marinières furent remplacées par des écluses à sas. Pendant près d'un siècle, la Sarthe, du Mans jusqu'à sa rencontre avec la Mayenne, fut sillonnée par de nombreux bâtiments assurant le transport du charbon, des céréales, du bois, du chanvre, du marbre, du vin et du tuffeau. D'abord assurée par des gabarres halées et treuillées par des hommes jusqu'en 1880, puis des animaux de trait (surtout des chevaux), le transport fut, à partir de la première moitié du XXe siècle, l'apanage de péniches mues par des machines à vapeur, puis diesel, ou de remorqueurs tirant plusieurs barges. La Sarthe est toujours navigable du Mans à sa rencontre avec la Mayenne, soit une longueur de 133 kilomètres (sur lesquels avaient été aménagées 20 écluses), mais la rivière souffrait d'un gabarit trop limité (30,40 m sur 5,20 m, avec un mouillage de 1,60 m) correspondant au plan Becquey assez éloigné du gabarit Freycinet. Le développement du chemin de fer entraîna la disparition progressive de la navigation commerciale sur la rivière qui survécut jusqu'au début des années 1970.
Aujourd'hui, la Sarthe, à l'exemple de la Mayenne, est réservée au tourisme fluvial et connaît une active navigation de plaisance. De nombreux guides spécialisés conseillent cette destination aux novices car ces cours d'eau offrent, en dehors du riche patrimoine naturel et historique de leurs rives, une tranquillité exceptionnelle de navigation : le trafic commercial a complètement disparu, les bateaux habitables peuvent y circuler, des éclusiers sont présents dans chaque port.
Le cours d'eau aurait été à sec lors de l'été 1138.

## Faune

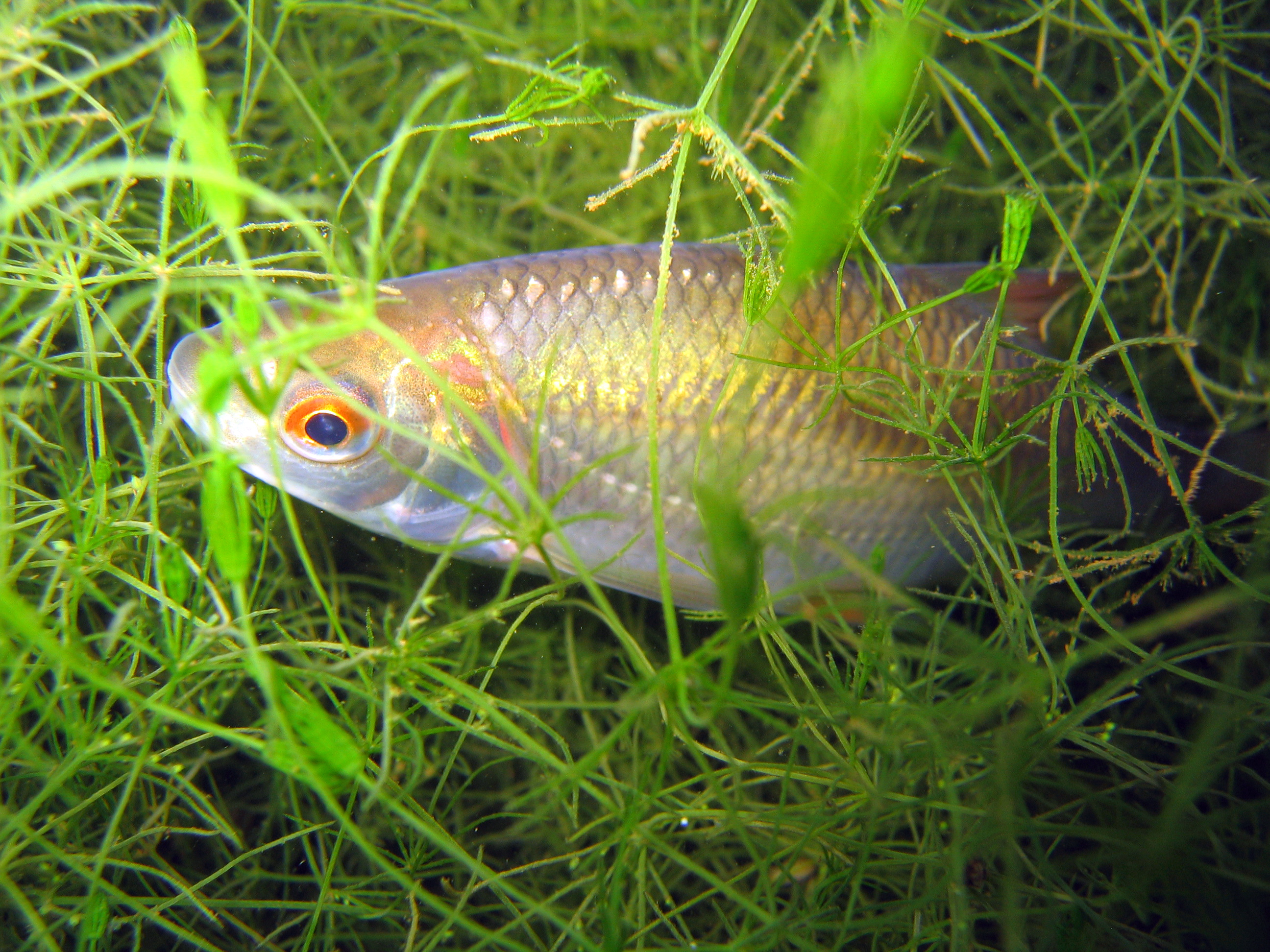
Gardon.

La Sarthe, tout comme le Loir, appartient aux importants cours d'eau cyprinicoles (de cyprinidés, poissons de la famille des carpes) et présente des peuplements piscicoles caractéristiques des grands milieux de plaine.
D'une largeur variable (35 à 40 mètres pour le Loir, 60 à 70 mètres pour la Sarthe près de leur confluence), ces rivières sont peuplées d'espèces carnassières: brochet, sandre, perche et de poissons blancs: ablette, gardon, rotengle, brème, carpe, tanche, chevesne, goujon… Les carpes de belle taille ne sont pas rares, pour pêcher celles-ci dix parcours de nuit ont été mis en place sur la Sarthe (sur l'intégralité de son cours domanial, soit 86 kilomètres), le Loir et l'Huisne ainsi que sur quatre plans d'eau. Quelques silures (de taille modeste) ont été capturés sur la Sarthe ainsi que sur le Loir dans leur partie aval; les populations de cette espèce restent limitées actuellement mais connaissent une expansion régulière.
Les zones de radiers sur l'Huisne dans son cours intermédiaire, ainsi que sur la Sarthe, dans sa partie située entre Saint-Céneri et Fresnay-sur-Sarthe (Alpes mancelles), et sur le Loir, entre Marçon et Le Port-Gautier, présentent un peuplement constitué de cyprinidés rhéophiles et de quelques belles truites. De plus, quelques ombres communs sont capturés chaque année sur la partie amont de l'Huisne (entre Avezé et La Ferté-Bernard).